# Aşağı Şabalıd
Aşağı Şabalıd è un comune dell'Azerbaigian situato nel distretto di Şəki. Conta una popolazione di 675 abitanti.